# Odelir José Magri

Wappen von Odelir José Magri bis zur Ernennung zum Erzbischof

Odelir José Magri MCCJ (* 18. April 1963 in Campo Erê, Santa Catarina, Brasilien) ist ein brasilianischer Ordensgeistlicher und römisch-katholischer Erzbischof von Chapecó.

## Leben
Odelir José Magri trat der Ordensgemeinschaft der Comboni-Missionare bei, legte am 26. Juni 1988 die Profess ab und empfing am 18. Oktober 1992 die Priesterweihe.
Papst Benedikt XVI. ernannte ihn am 11. Oktober 2010 zum Bischof von Sobral. Die Bischofsweihe spendete ihm der Apostolische Nuntius in Brasilien, Erzbischof Lorenzo Baldisseri, am 12. Dezember desselben Jahres; Mitkonsekratoren waren José Antônio Aparecido Tosi Marques, Erzbischof von Fortaleza, und Aldo Gerna MCCJ, Altbischof von São Mateus.
Papst Franziskus ernannte ihn am 3. Dezember 2014 zum Bischof von Chapecó. Die Amtseinführung fand am 14. Februar des folgenden Jahres statt. Mit der Erhebung seiner Diözese zum Erzbistum wurde Magri am 5. November 2024 zum Erzbischof ernannt.
Während seiner Amtseinführung als Erzbischof am 9. Februar 2025 übernahm die Anglikanerin Vivian Schwanke liturgische Funktionen in priesterlicher Gestalt. Magri teilte in einer offiziellen Stellungnahme mit, dass er bereits den Apostolischen Nuntiatus in Brasilien, Giambattista Diquattro, über die Umstände dieses Vorfalls informiert hat, der eine "unbeabsichtigte Verletzung der liturgischen Normen" darstellt.